# بيز دي غروفين
بيز دي غروفين (بالإنجليزية: Piz de Groven)‏ هو أحد جبال سلسلة جبال الألب ليبونتيني ويقع في كانتون غراوبوندن في سويسرا. يحتل المرتبة رقم 294 في قائمة جبال سويسرا من حيث الارتفاع، إذ يبلغ ارتفاعه حوالي 2694 متر، بينما يبلغ ارتفاع نتوء الجبل 433 متر.